# Adelpherupa terreus
Adelpherupa terreus là một loài bướm đêm trong họ Crambidae.